# 东莱站 (韩国铁道公社)
東萊站（：／ Dongnae yeok */?）是广域电铁东海线沿線的一座鐵路車站，位於韓國釜山廣域市东莱区壽民洞。

## 車站結構
站體為2面4線雙島式月台的地面車站，並有3處出口。

### 月台配置
| ↑ 教大          |
| ４３ \| ２１ \| |
| 安樂 ↓          |

| 月台 | 路線            | 目的地                                   |
| ---- | --------------- | ---------------------------------------- |
| 1、2 | ●广域电铁东海线 | 安樂、Centum、新海雲臺、日光、太和江方向 |
| 3、4 | ●广域电铁东海线 | 教大、巨堤、釜田方向                     |

## 歷史
- 1934年7月15日：落成啟用。
- 2016年12月30日：東海南部線鐵路複線電氣化工程完工，編入東海本線並迁至距起点站（釜山鎮站）9.8公里处，廣域電鐵東海線開始運行[1][2]。

## 車站周邊
- 釜山東萊貝塚（朝鲜语：부산 동래 패총）
- 壽民洞行政福利中心
- 樂民站

## 圖片

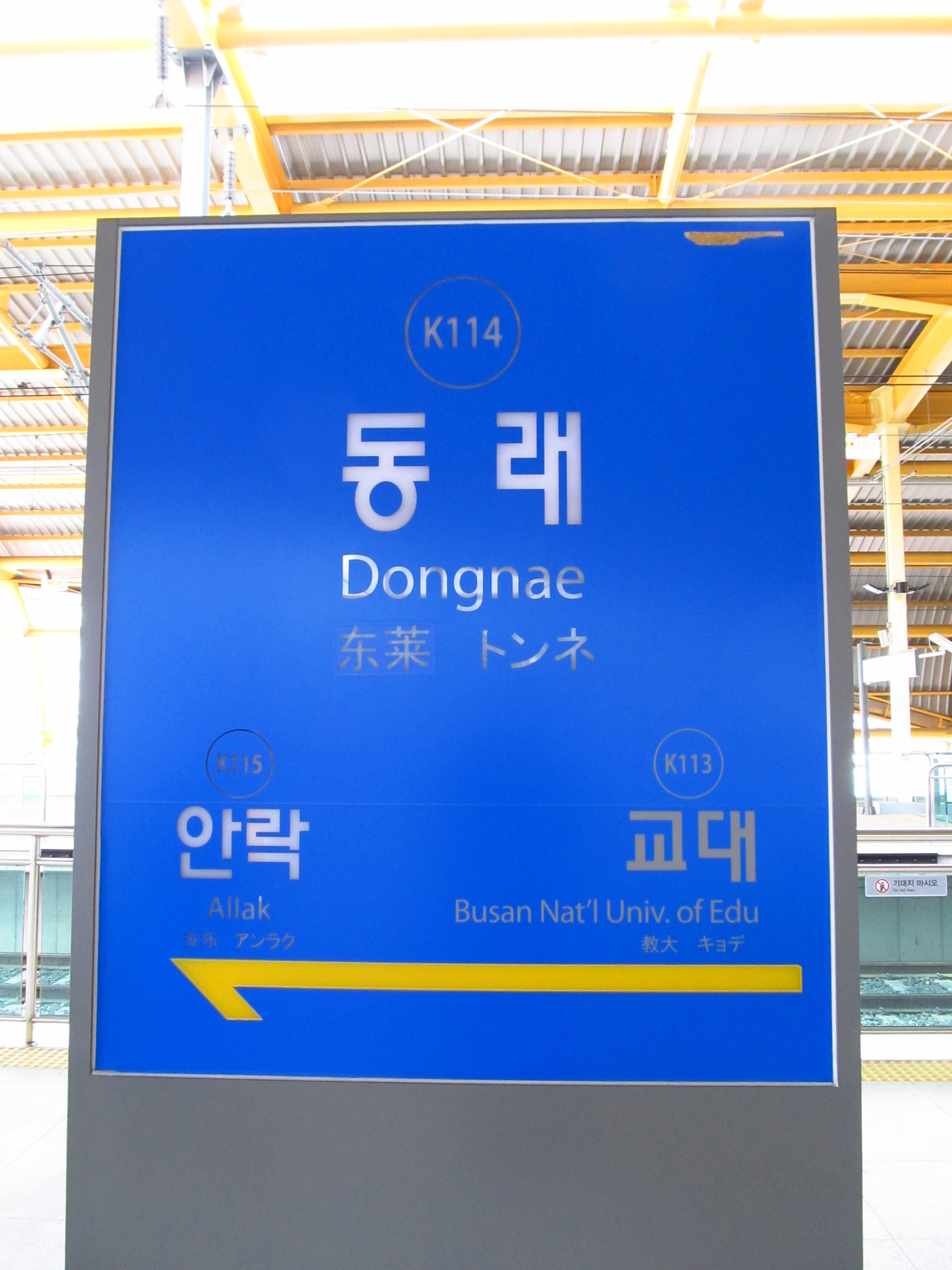
站名牌
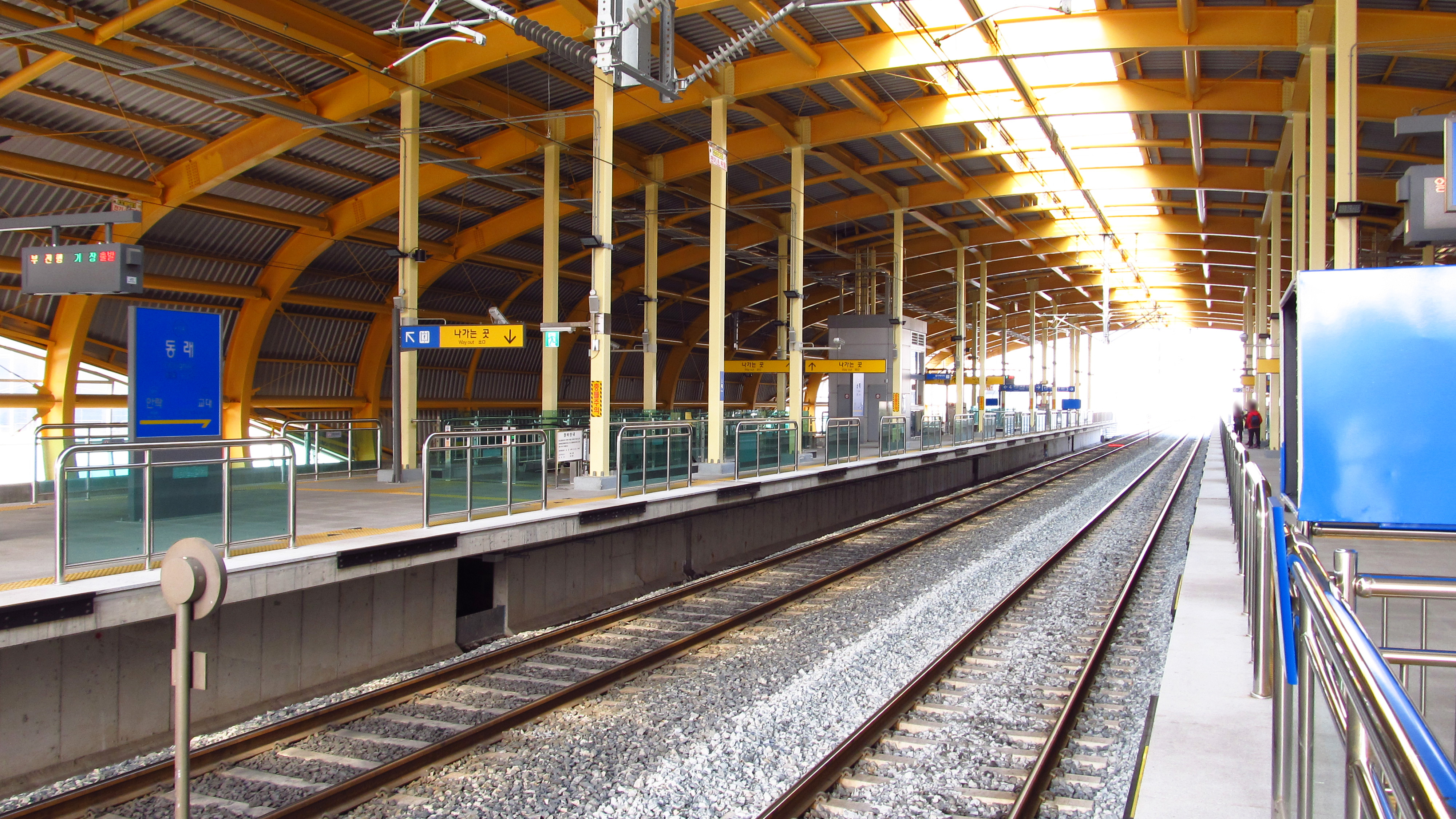
候車月台
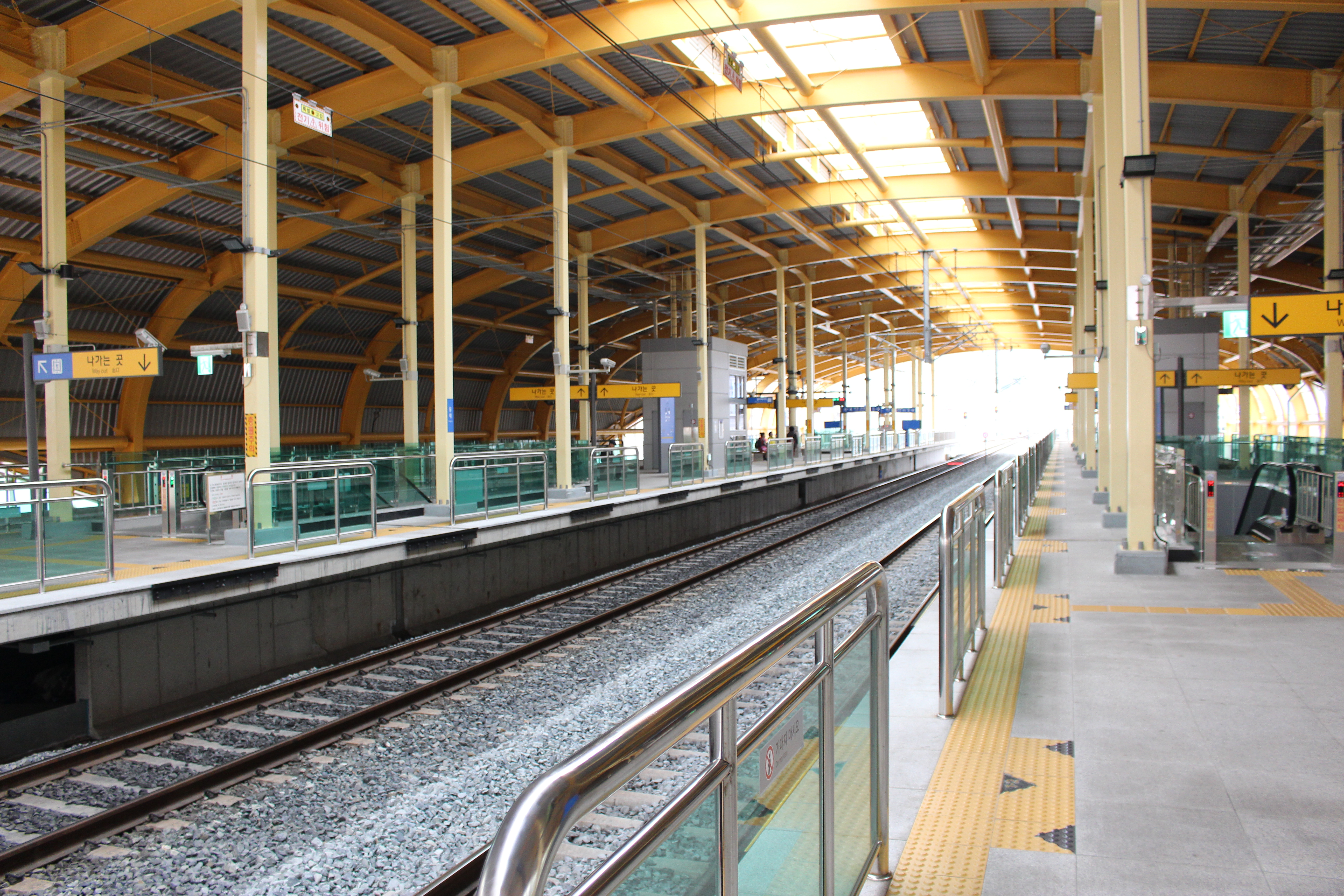
候車月台
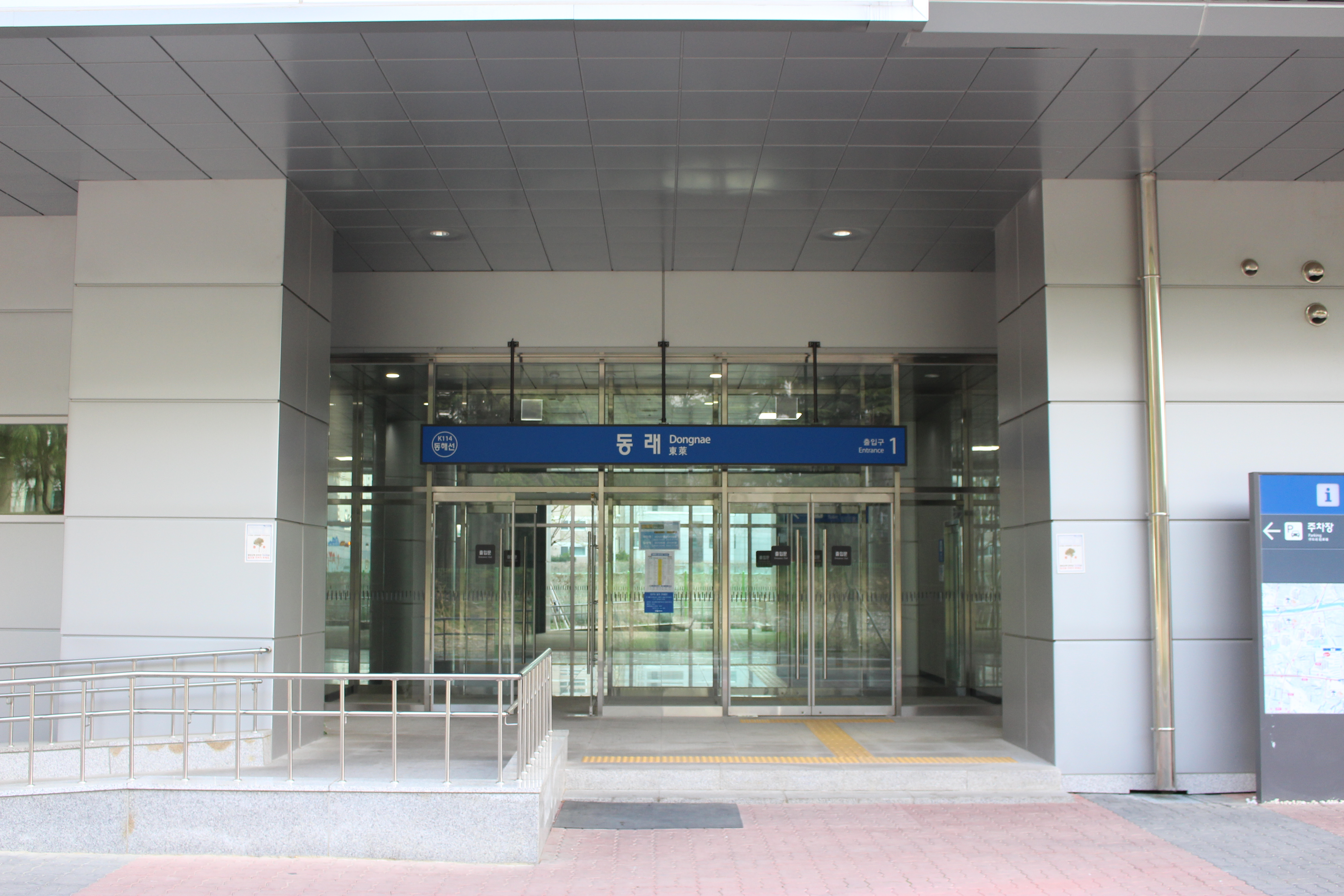
1號出口
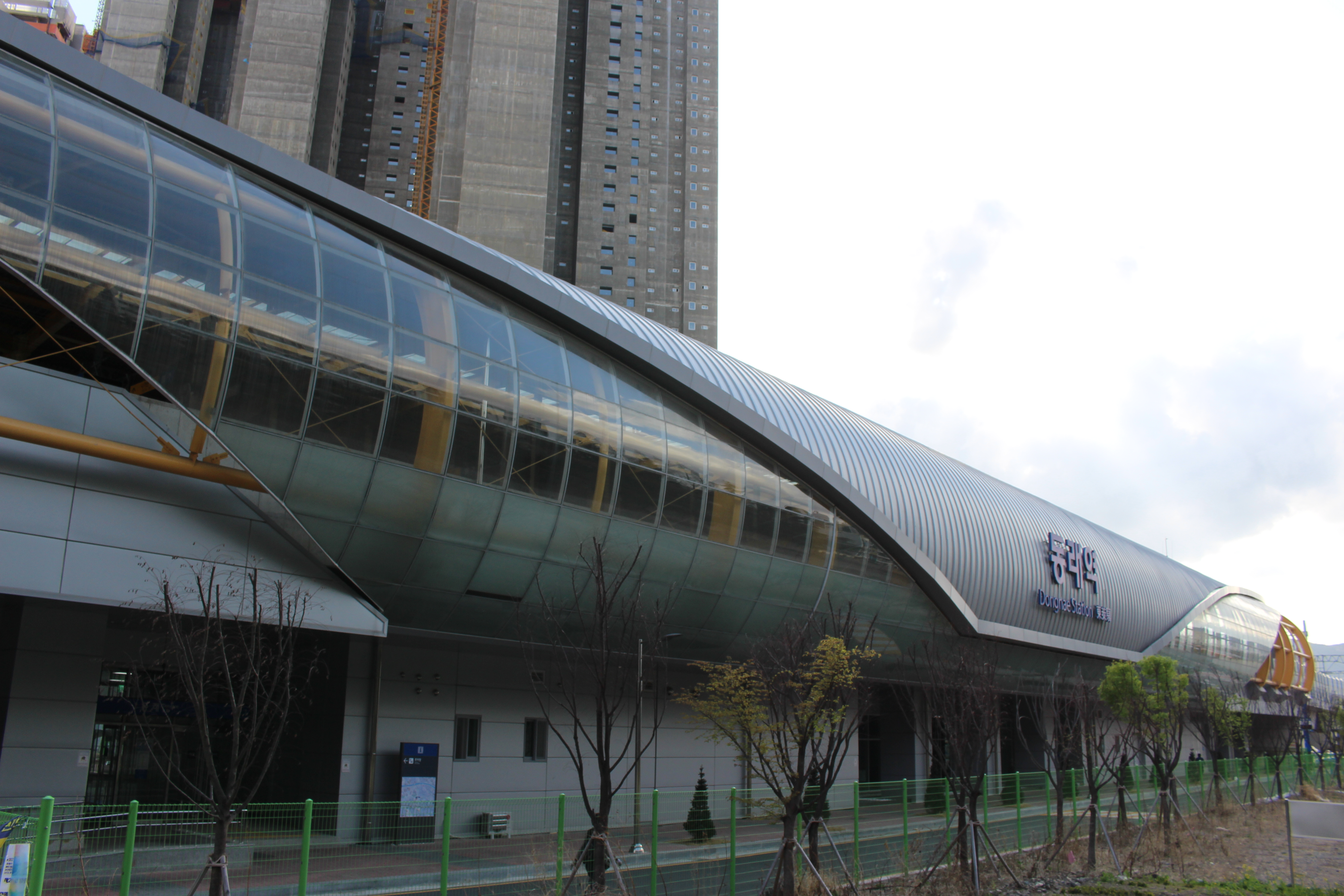
車站建築
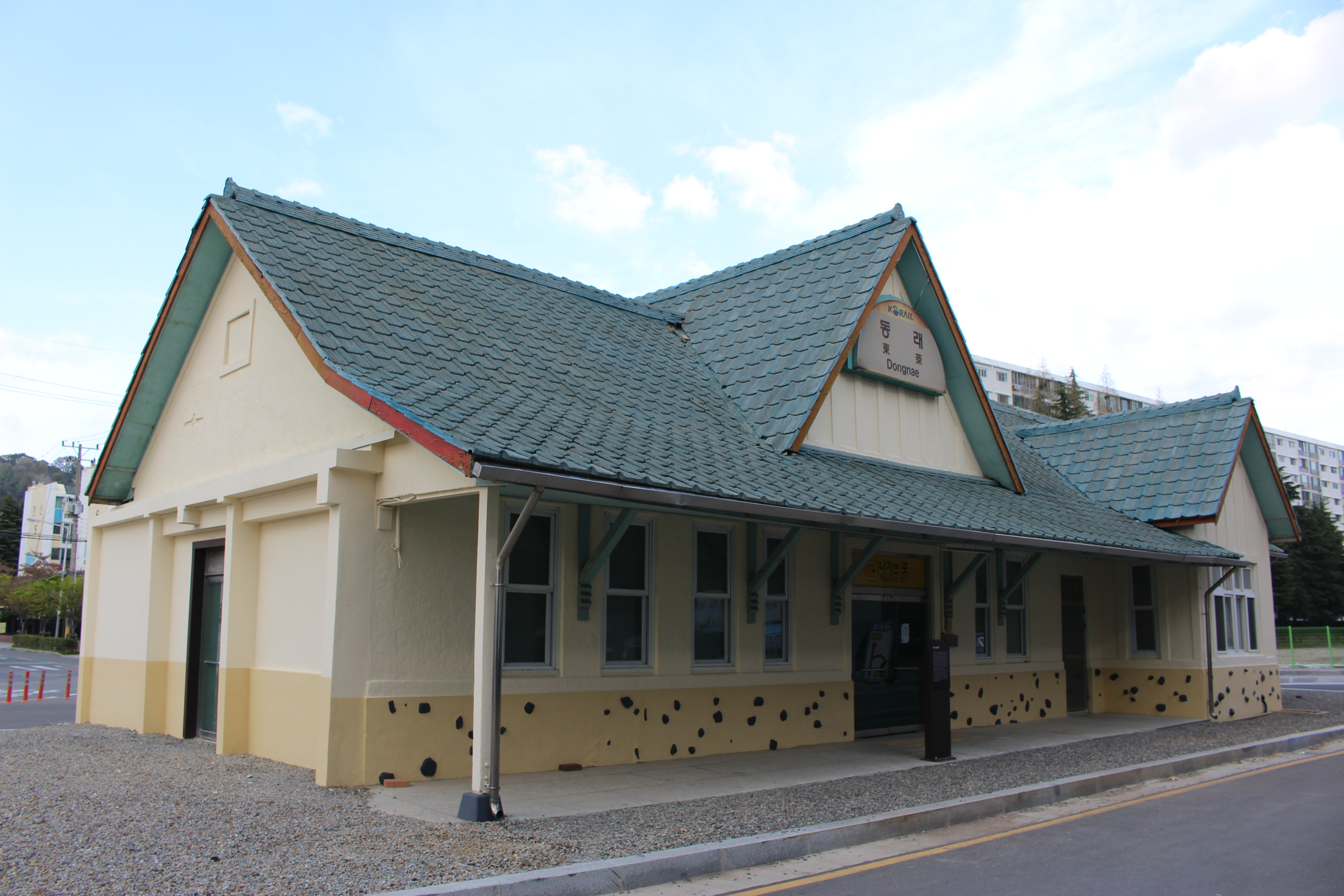
舊站建築
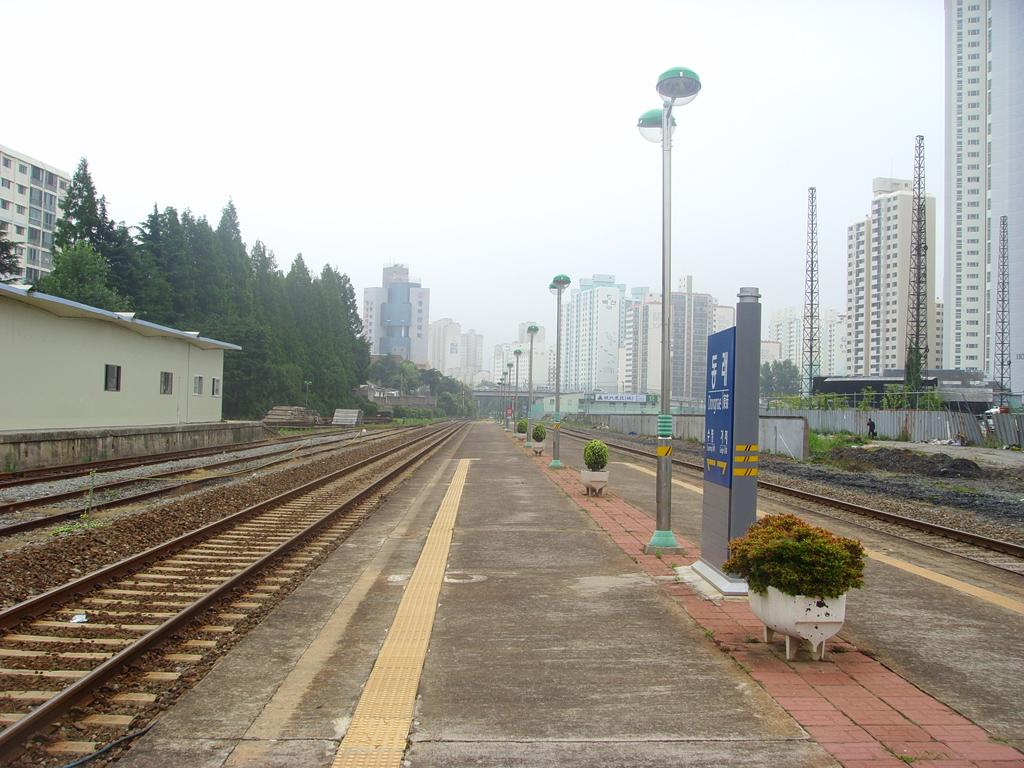
舊站月台

## 相鄰車站
韓國鐵道公社
●广域电铁东海线
教大（K113）－東萊（K114）－安樂（K115）